# Uttershausen
Uttershausen ist ein Ortsteil der Gemeinde Wabern im nordhessischen Schwalm-Eder-Kreis, etwa sieben Kilometer südöstlich von Fritzlar und zwei Kilometer südlich der Kerngemeinde Wabern, am Nordrand der Talniederung der Schwalm und am Ostrand der Großenengliser Platte. Die Gemarkung Uttershausen hat eine Größe von rund 506 Hektar.

## Geschichte

### Ersterwähnung
Der Ort ist, soweit bekannt, urkundlich erstmals um das Jahr 1100 in einer gefälschten und auf das Jahr 1081 zurückdatierten Urkunde erwähnt, in der Erzbischof Siegfried I. von Mainz dem von ihm im Jahre 1074 gestifteten Kloster Hasungen die Schenkung einer Hufe zu „Oderadeshusun“ bestätigt. In einer weiteren um 1200 gefertigten Fälschung, die auf 1131 rückdatiert ist, bestätigt Erzbischof Adalbert I. von Mainz dem Kloster Hasungen eine der Kirche zu Uttershausen gehörende Zinspflichtige. Im Jahr 1197 bestätigte Papst Coelestin III. dem Kloster Spieskappel einen Hof in Uttershausen.

### Ortsadel
Von 1108 bis 1285 ist Ortsadel beurkundet, der sich von Uhedereshusun (1108), Hottershusen (1221) und Uchterhusen (1229) nannte, aber in Singlis oder Lendorf ansässig war. Ein Henrich von Utershausen war zu Anfang des 13. Jahrhunderts Landrichter zu Maden. Ein Evirhard von Utirshusen wird um die gleiche Zeit erwähnt, und im Jahre 1215 sind Henrich und Reinhard von Otershusen bekundet.  Der Edelfreie und Ritter Heinrich von Uttershausen ist 1237, 1238, 1249, 1253 und 1257, seine Witwe ist noch im Jahre 1285 bekundet; er verstarb wohl 1279. Ein Hugo und ein Werner von Uttershausen werden in der Urkunde von 1249 als ehemalige Zehntinhaber in dem heute wüsten Dorf Altengrüsen zwischen Gemünden (Wohra) und Grüsen im Landkreis Waldeck-Frankenberg erwähnt.

### Besitzverhältnisse
Wie weithin üblich, so hatten auch in Uttershausen eine Anzahl weltlicher und geistlicher Grundherren Besitz und Rechte, die sie zum Teil gleichzeitig, zum Teil nacheinander hielten und die zumeist, kaskadenartig, vom obersten Lehnsherrn herab- und dann weitergegeben, verkauft, verpfändet, vererbt oder getauscht wurden. Oberste Lehnsherren waren durchgängig die Abtei Hersfeld und die Grafen von Reichenbach bzw. Ziegenhain bzw. später die hessischen Landgrafen, wobei diese Lehnsherrschaft, soweit bekannt ist, jeweils hälftig war. Neben dem Ortsadel hatten nicht nur die bereits erwähnten Klöster Hasungen und Spieskappel, sondern auch das Petersstift Fritzlar, der Deutsche Orden, die Herren von Falkenberg, die Herren von Dalwigk, die Herren von Hertingshausen, die Kartause Eppenberg und der hessische Erbmarschall Herman Riedesel Besitz und Zehntrechte in Uttershausen. Diese verwickelten Rechtsansprüche sind heute nicht mehr unbedingt klar zu entwirren. So verkauften zwar die Herren von Falkenberg ihren Besitz in Uttershausen, der zu dieser Zeit wohl das gesamte Dorf umfasste, im Jahre 1426 an Landgraf Ludwig I. von Hessen, wurden aber dennoch von 1485 bis 1535 von der Abtei Hersfeld mit deren Hälfte des Uttershauser Zehnten belehnt.

### Verwaltungszugehörigkeit
Ab 1450 gehörte Uttershausen zum landgräflichen Amt Homberg und ab 1462 zum „Gericht auf der Schwalm“, das spätestens ab 1557 und bis 1606 gemeinsam mit dem Gericht auf der Efze in Hebel tagte. Im Jahre 1689 schenkte Landgraf Karl von Hessen-Kassel seiner Frau Amalia von Kurland den Zehnten zu Uttershausen.
Mit der Verwaltungsreform im Kurfürstentum Hessen kam das Dorf im Jahre 1821 verwaltungsmäßig zum Kreis Homberg und gerichtsmäßig zum Landgericht Homberg. Durch die Zusammenlegung der Kreise Homberg und Fritzlar im Jahre 1932 wurde Uttershausen Teil des Kreises bzw. ab 1939 Landkreises Fritzlar-Homberg, der wiederum 1974 im heutigen Schwalm-Eder-Kreis aufging.

### Eingemeindung
Zum 31. Dezember 1971 fusionierten die Gemeinden Wabern, Falkenberg, Hebel, Rockshausen, Udenborn, Unshausen, Uttershausen und Zennern freiwillig zur neuen Großgemeinde Wabern. Für alle durch die Gebietsreform eingegliederten Gemeinden, sowie die Kerngemeinde Wabern, wurde je ein Ortsbezirk mit Ortsbeirat und Ortsvorsteher nach der Hessischen Gemeindeordnung eingerichtet.

### Kirchengeschichte

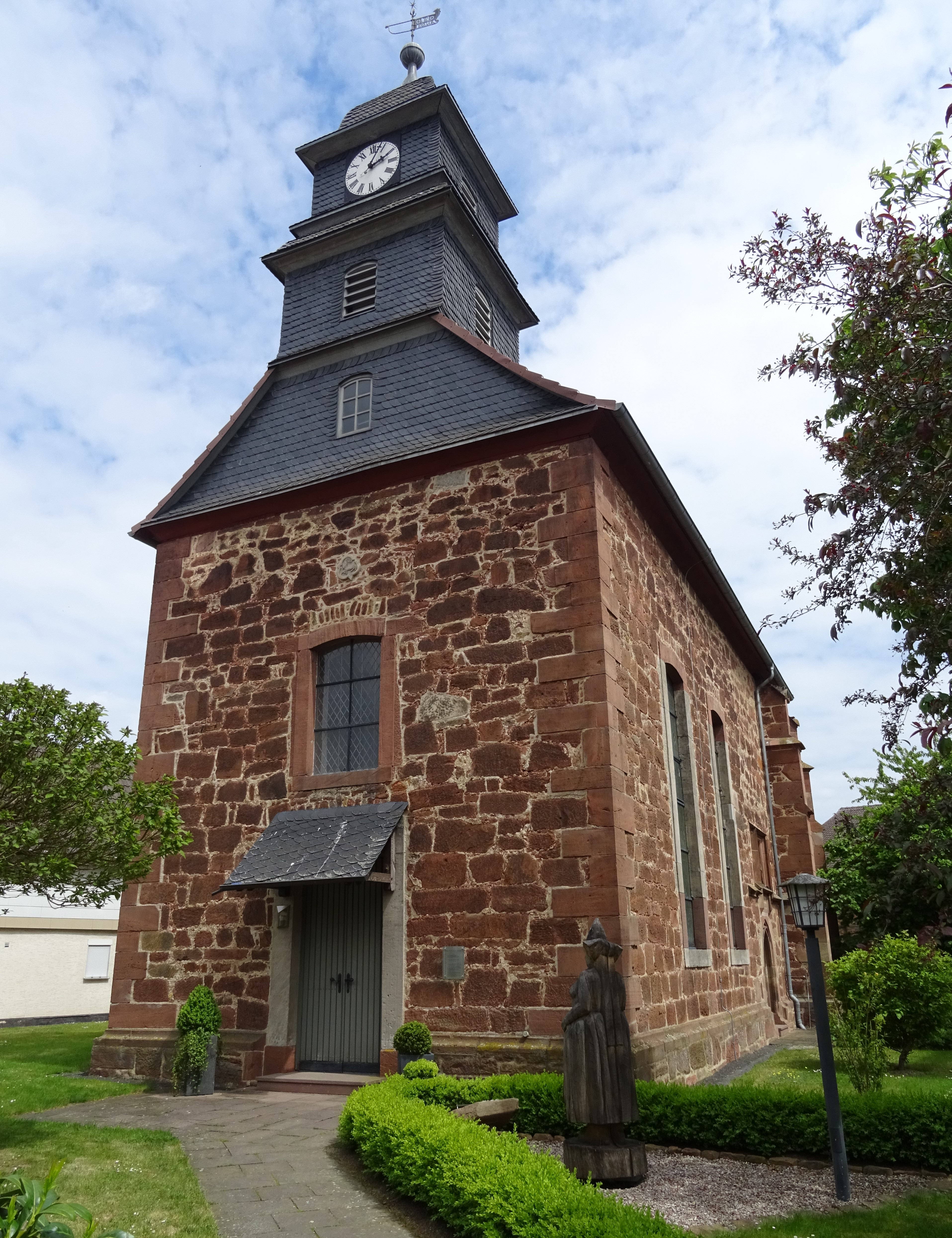
Kirche Uttershausen

Eine dem Simon Petrus geweihte Kirche wird erstmals im Jahre 1131 erwähnt. Um 1319 war die Kirche von Uttershausen eigenständige Pfarrkirche mit einem Pleban. Das Kirchengebäude wurde in den Jahren 1520–1522 als achteckiger Bau im gotischen Stil errichtet; von diesem Bau sind heute noch der dreiseitig geschlossene Chorraum mit vier hohen gotischen Fenstern mit Fischblasenmaßwerk und das St.-Georgs-Relief über dem Seiteneingang erhalten. Mit der Einführung der Reformation in der Landgrafschaft Hessen im Jahre 1526 wurde sie evangelisch. Das Patronat hatte die Familie von Falkenberg als Hersfelder Lehen bis zu ihrem Aussterben im Jahr 1613. Im Jahre 1569 wurde die Kirche des benachbarten Dorfes Zennern nach Uttershausen eingepfarrt. Ab 1747 war die Uttershäuser Kirche dann eine Filialkirche von Hebel. Größere Schäden, vermutlich durch ein Erdbeben verursacht, machten ab 1767 größere Baumaßnahmen an Turm, Dach und Kirchenschiff notwendig, die im frühneuzeitlichen Sakralstil ausgeführt wurden. 1844 wurde die Kirche nach Wabern eingepfarrt. Das Kirchengebäude wurde 1965 weitgehend erneuert und umgestaltet.

## Bevölkerung
Einwohnerstruktur 2011
Nach den Erhebungen des Zensus 2011 lebten am Stichtag, dem 9. Mai 2011, in Uttershausen 594 Einwohner. Darunter waren 6 (1,0 %) Ausländer. Nach dem Lebensalter waren 99 Einwohner unter 18 Jahren, 219 zwischen 18 und 49, 126 zwischen 50 und 64 und 147 Einwohner waren älter. Die Einwohner lebten in 243 Haushalten. Davon waren 57 Singlehaushalte, 69 Paare ohne Kinder und 96 Paare mit Kindern, sowie 21 Alleinerziehende und 3 Wohngemeinschaften. In 54 Haushalten lebten ausschließlich Senioren und in 141 Haushaltungen lebten keine Senioren.
Einwohnerentwicklung
| Quelle: Historisches Ortslexikon |                                                        |
| • 1537:                          | 14 Hübner, 8 Köttner, 20 Beisassen                     |
| • 1639:                          | 21 verheiratete, ein lediger, 9 verwitwete Hausgesesse |
| • 1742/47:                       | 56 Häuser bzw. Hausgesesse                             |
| • 1768:                          | 279 Einwohner.                                         |

| Falkenberg: Einwohnerzahlen von 1834 bis 2020 | Falkenberg: Einwohnerzahlen von 1834 bis 2020 | Falkenberg: Einwohnerzahlen von 1834 bis 2020 | Falkenberg: Einwohnerzahlen von 1834 bis 2020 | Falkenberg: Einwohnerzahlen von 1834 bis 2020 |
| --- | --------------------------------------------- | --------------------------------------------- | --------------------------------------------- | --------------------------------------------- |
| Jahr |                                               |                                               |                                               | Einwohner                                     |
| 1834 | 1834                                          |                                               | 467                                           | 467                                           |
| 1840 | 1840                                          |                                               | 498                                           | 498                                           |
| 1846 | 1846                                          |                                               | 515                                           | 515                                           |
| 1852 | 1852                                          |                                               | 527                                           | 527                                           |
| 1858 | 1858                                          |                                               | 504                                           | 504                                           |
| 1864 | 1864                                          |                                               | 519                                           | 519                                           |
| 1871 | 1871                                          |                                               | 492                                           | 492                                           |
| 1875 | 1875                                          |                                               | 479                                           | 479                                           |
| 1885 | 1885                                          |                                               | 520                                           | 520                                           |
| 1895 | 1895                                          |                                               | 527                                           | 527                                           |
| 1905 | 1905                                          |                                               | 517                                           | 517                                           |
| 1910 | 1910                                          |                                               | 473                                           | 473                                           |
| 1925 | 1925                                          |                                               | 500                                           | 500                                           |
| 1939 | 1939                                          |                                               | 421                                           | 421                                           |
| 1946 | 1946                                          |                                               | 709                                           | 709                                           |
| 1950 | 1950                                          |                                               | 703                                           | 703                                           |
| 1956 | 1956                                          |                                               | 630                                           | 630                                           |
| 1961 | 1961                                          |                                               | 599                                           | 599                                           |
| 1967 | 1967                                          |                                               | 618                                           | 618                                           |
| 1980 | 1980                                          |                                               | ?                                             | ?                                             |
| 1990 | 1990                                          |                                               | ?                                             | ?                                             |
| 2000 | 2000                                          |                                               | ?                                             | ?                                             |
| 2006 | 2006                                          |                                               | 617                                           | 617                                           |
| 2011 | 2011                                          |                                               | 594                                           | 594                                           |
| 2015 | 2015                                          |                                               | 606                                           | 606                                           |
| 2020 | 2020                                          |                                               | 602                                           | 602                                           |
| Datenquelle: Historisches Gemeindeverzeichnis für Hessen: Die Bevölkerung der Gemeinden 1834 bis 1967. Wiesbaden: Hessisches Statistisches Landesamt, 1968. Weitere Quellen: LAGIS; Gemeinde Wabern, Zensus 2011 |                                               |                                               |                                               |                                               |

Historische Religionszugehörigkeit
| Quelle: Historisches Ortslexikon |                                                                    |
| • 1861:                          | alle Einwohner evangelisch-reformierte                             |
| • 1885:                          | 517 evangelische (= 99,42 %), 3 katholische (= 0,58 %) Einwohner   |
| • 1961:                          | 533 evangelische (= 88,89 %), 62 katholische (= 10,35 %) Einwohner |

Historische Erwerbstätigkeit
| • 1961 | Erwerbspersonen: 144 Land- und Forstwirtschaft, 103 Produzierendes Gewerbe, 26 Handel und Verkehr, 17 Dienstleistungen und Sonstiges |

## Politik
Ortsbeirat
Für Uttershausen besteht ein Ortsbezirk (Gebiete der ehemaligen Gemeinde Uttershausen) mit Ortsbeirat und Ortsvorsteher nach der Hessischen Gemeindeordnung. Der Ortsbeirat besteht aus fünf Mitgliedern.
Bei den Kommunalwahlen in Hessen 2021 betrug die Wahlbeteiligung zum Ortsbeirat Uttershausen 57,52 %. Alle Kandidaten gehörten der „Freien Liste Uttershausen“ an. Der Ortsbeirat wählte Anna Hämel zur Ortsvorsteherin.
Internationale Partnerschaft
Seit 1966 besteht eine Partnerschaft mit der französischen Gemeinde Lormaison (Oise).

## Wirtschaft
Das Dorf liegt inmitten fruchtbarer Lössböden, und Landwirtschaft war daher immer die vorherrschende Erwerbsform. In neuerer Zeit fanden Dorfbewohner zunehmend als Pendler Arbeit in Wabern, in Kassel und in Borken.
Die Großenengliser Platte besteht zu großen Teilen aus mächtigen Kies und Kiessandablagerungen aus dem Tertiär und Quartär, und diese werden bei Uttershausen von mehreren Unternehmen seit den 1950er Jahren abgebaut. Ein ausgedehntes ehemaliges Abbaugebiet auf der Tannenhöhe wird seit Mitte der 1970er Jahre als Großdeponie für Müll genutzt. Seit Juni 2005 befindet sich dort das „Entsorgungszentrum Schwalm-Eder“, bestehend aus der Deponie, auf der weiterhin mineralische Abfälle (Boden, Bauschutt, Asbest etc.) abgelagert werden können, und einer Müllumschlagsstation, auf der Hausmüll für die Verbrennung im Müllheizkraftwerk Kassel in Großcontainer umgeladen wird. Sperrmüll wird vorsortiert und in zugelassene Verwertungsanlagen transportiert; die Sortierreste werden ebenfalls im Müllheizkraftwerk entsorgt. Auf der Deponie erzeugt die EAM aus dem entstehenden Biogas Elektrizität.

## Umwelt und Sehenswürdigkeiten

### Umweltsanierung
In der Schwalmaue unterhalb des Dosenbergs wurde als Ausgleichsmaßnahme für das Logistikzentrum am Dosenberg ein Altarm hergestellt. Damit wurde neuer Lebensraum für Amphibien, Insekten, Fische und Vögel und gleichzeitig zusätzlicher Retentionsraum für den Hochwasserfall geschaffen. Durch den Einbau von zwei Sohlschwellen in die Schwalm entwickelten sich im Altarm verschiedene Fließbilder und dadurch bedingt Sandbänke, Flachbereiche und steile Uferböschungen.

### Sehenswürdigkeiten

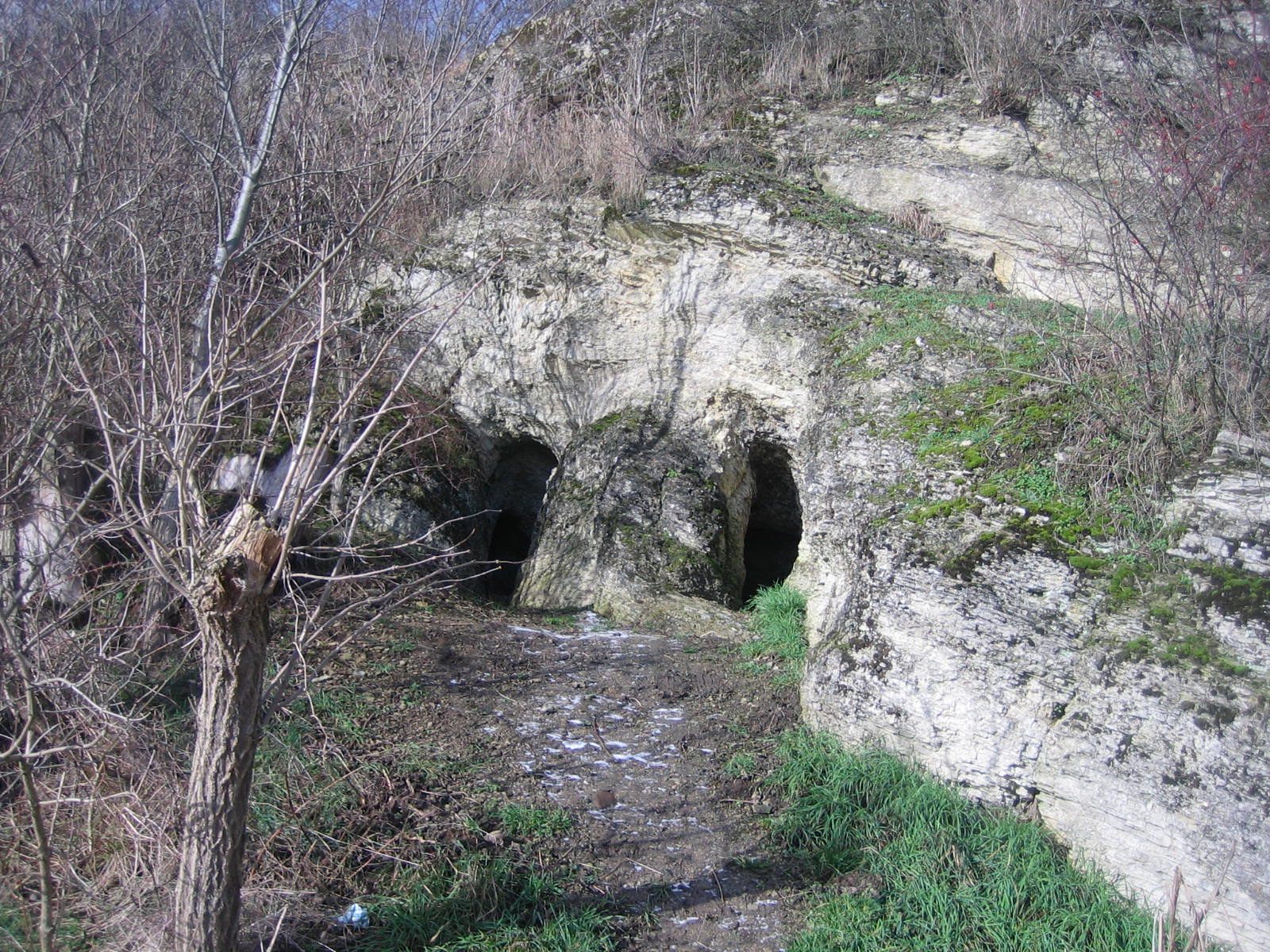
Die Wichtellöcher

Die Wichtellöcher, im Südhang des Dosenbergs in der Gemarkung Uttershausen, sind ein sagenumwobener Geotop am Prallhang der Schwalm. Die Gänge der Wichtellöcher führen bis zu 30 Meter weit in den Muschelkalk und sind mit Ausnahme zweier teilweise eingestürzter Seitengänge gut begehbar.

## Persönlichkeiten
- Michael Meinicke (* 1948), Schriftsteller
- David Böddener (1546–1612), Propst zweier Klöster im Eichsfeld